# H大道車站
H大道車站（英語：Avenue H station）是紐約地鐵BMT布萊頓線的一個慢車地鐵站，位於米德伍德及夫拉特布殊邊界介乎東15街及東16街之間的H大道，設有Q線（任何時候停站）列車服務。

## 車站結構
| 月台層 | 側式月台 | 側式月台 |
| 月台層 | 北行慢車 | ← 往96街 (紐科克廣場)                                                                                                 |
| 月台層 | 北行快車 | ← 不停靠 |
| 月台層 | 南行快車 | → 不停靠 → |
| 月台層 | 南行慢車 | → 往康尼島-斯提威爾大道 (J大道) →                                                                                     |
| 月台層 | 側式月台 | |
| G      | 街道層   | 出入口、閘機、MetroCard自動售票機 * 位於H大道和東15街北側的坡度只限南行列車 - 位於H大道和東16街南側的坡度只限北行列車 |

H大道車站是典型的慢車地鐵站，設有兩個側式月台和四條軌道。中央兩條軌道是快車軌道，平日B線列車營運時使用。此站以北，道床降至切土內。此站以南，道床升至地壘上。

## 延伸閱讀
- The Little Station in the Woods — Historical article about the station before it was landmarked.
- Avenue H: Brooklyn Communities Save Their Landmark Station House

## 外部連結
- nycsubway.org—BMT Brighton Line: Avenue H
- Station Reporter — Q Train
- Subway.com.ru — Photos of: BMT Brighton Line: Avenue H
- Art's Archives — Manhattan Beach Branch （页面存档备份，存于） （页面存档备份，存于） （页面存档备份，存于） （页面存档备份，存于） (Original photographs of the Avenue H station, signal houses and nearby Manhattan Beach Junction LIRR station)
- The Subway Nut — Avenue H Pictures（页面存档备份，存于）
- Northbound station house from Google Maps Street View（页面存档备份，存于）
- Southbound station house and underpass from Google Maps Street View（页面存档备份，存于）
- Platforms from Google Maps Street View